# Чисоне
Чисоне (итал. Cissone) је насеље у Италији у округу Кунео, региону Пијемонт.
Према процени из 2011. у насељу је живело 31 становника. Насеље се налази на надморској висини од 639 м.

## Становништво
| 1936. | 1951. | 1961. | 1971. | 1981. | 1991. | 2001. | 2011. |
| ----- | ----- | ----- | ----- | ----- | ----- | ----- | ----- |
| 505   | 376   | 310   | 219   | 160   | 136   | 100   | 82    |